# Базанчатово
Базанчатово (баш. Баҙансат) — деревня в Кшлау-Елгинском сельсовете Аскинского района Республики Башкортостан России.

## Географическое положение
Расстояние до:
- районного центра (Аскино): 52 км,
- ближайшей железнодорожной станции (Чернушка): 50 км.

## История
Основана в 20 веке. До 2008 года являлась центром Базанчатовского сельсовета.

## Население
| 2002 | 2009 | 2010 |
| ---- | ---- | ---- |
| 303  | ↘252 | ↘245 |

Согласно переписи 2002 года, преобладающие национальности — татары (26 %), башкиры (72 %).

## Религия
В деревне есть мечеть.